# Sichuanbekken

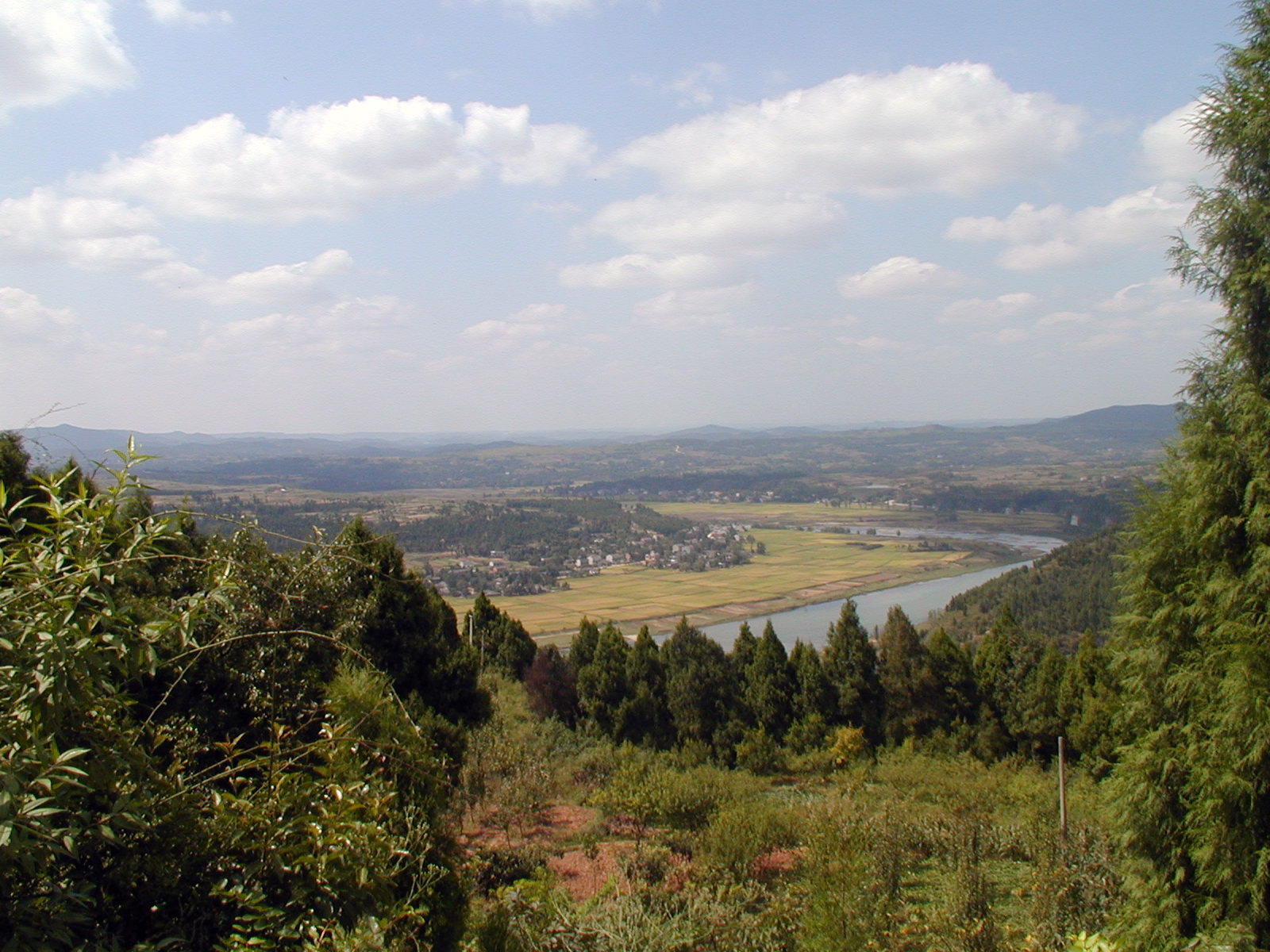
Landschap in het Sichuanbekken bij Zitong

Kaart van het stroomgebied van de Yangtze met het Sichuanbekken in het midden

Het bekken van Sichuan, Sichuanbekken (Chinees: 四川盆地, pinyin: sìchuān péndì) of Rode Bekken (Chinees: 红色盆地, hóngsè péndì) is een geologisch bekken en vlak gebied in het westen van China. Het bekken beslaat een groot deel (ongeveer een derde van het oppervlak) van de provincie Sichuan. De Yangtze stroomt in het zuiden door het bekken. Het Sichuanbekken wordt geheel omgeven door gebergtes. De hoogste daarvan zijn de Hengduan Shan in het westen, waarvan de Qionglai Shan en Min Shan ten noorden van het bekken uitlopers zijn. De Hengduan Shan scheidt het bekken van de hoogvlakte van het Tibetaans Plateau. In het zuidoosten vormt de Wu Shan de grens met het Yunnan-Guizhouplateau. In het noordoosten wordt het Sichuanbekken begrensd door de Daba Shan.

## Fysische geografie
De ondergrond in het Sichuanbekken bestaat uit riviersedimenten, die door tektonische krachten gering geplooid zijn waardoor het grootste deel van het gebied uit zacht glooiend heuvelland bestaat. De vlakte van Chengdu wordt van de rest van het bekken gescheiden door het laaggebergte van de Longquan Shan, dat het bekken in tweeën deelt.
Voor de menselijke ontginning van het gebied werden de bodems bedekt met de groenblijvende loofbossen die typisch waren voor Sichuan. Deze bossen werden de laatste vijf millennia massaal gerooid, om plaats te maken voor landbouw.
Het Sichuanbekken ligt in zijn geheel in het stroomgebied van de Yangtze. De belangrijkste tak van de Yangtze is de Jinsha Jiang, die vanuit het westen het bekken binnenstroomt. Belangrijke zijrivieren zijn de Min Jiang en Dadu He, die vanuit het noordwesten het bekken instromen, en de Jialing Jiang, die vanuit het noorden binnenkomt en het bekken van noord naar zuid doorstroomt alvorens bij Chongqing met de Yangtze samen te komen. De Min en Dadu komen bij Leshan samen. De Min komt verder zuidelijk bij Yibin samen met de Jinsha, waarna de rivier de naam Yangtze krijgt. Stroomafwaarts van Chongqing verlaat de rivier het bekken door de Drie Kloven, een serie spectaculaire doorbraakdalen door de Wu Shan.
Het bekken wordt wel het "rode bekken" genoemd wegens het veelvuldig voorkomen van rode zandsteen. Het vormt het westelijk uiteinde van de Yangtzeplaat, een tektonische subplaat van de Euraziatische plaat. De beweging langs de Longmenshanbreuk zorgt regelmatig voor aardbevingen, zoals de aardbeving van 2008.
Het Sichuanbekken heeft een warm chinaklimaat; dit is een type vochtig subtropisch klimaat. Het is bekend om zijn bewolking en warme, vochtige klimaat. Doordat het bekken omringd is door gebergtes wordt een inversielaag in de lucht gecreëerd, waardoor het bekken vaak gevuld raakt door mist of smog.

## Bevolking
In het bekken van Sichuan liggen de metropolen Chongqing en Chengdu. Chongqing heeft een speciale status als stadsprovincie terwijl Chengdu de hoofdstad van de provincie Sichuan is. De totale bevolking van het bekken is meer dan 100 miljoen inwoners. De lokale taal is het Sichuanhua (Sichuanees Mandarijns).
Dit gebied is het hartland van West-China. Het is van historisch belang als locatie van de staten Ba en Shu in de oudheid, en opnieuw een staat met de naam Shu tijdens de periode van de Drie Koninkrijken in de derde eeuw. In de 17e eeuw was het gebied het toneel van het geweld en de terreur van opstandelingenleider Zhang Xianzhong, alvorens deze door de Mantsjoes werd verjaagd. Tijdens de Tweede Wereldoorlog diende Congqing kortstondig als de hoofdstad van de Republiek China.
Het Sichuanbekken is een van de belangrijkste gebieden van rijstbouw in China. Andere landbouwproducten zijn sinaasappels, mandarijnen, graan, tungolie, suikerriet en geneeskrachtige kruiden. Het westelijk deel van het bekken wordt al twee millennia bevloeit door het irrigatiesysteem van Dujiangyan, dat tot werelderfgoed is verklaard. De mijnbouw levert  zout, steenkool, aardolie en aardgas, steenkool, zwavel, en ijzer- en mangaanerts.
Het bekken is ook een belangrijk centrum van de industrie. Tijdens Mao's Grote Sprong Voorwaarts kreeg het een belangrijke rol toegewezen. Ook in de 21e eeuw staat het Sichuanbekken onder de naam Chengyu Area centraal in pogingen van de Chinese regering buitenlandse investeringen te trekken. Er wordt onder andere textiel, voedingsmiddelen, elektronica en vliegtuigen vervaardigd. De petrochemische industrie is in opkomst dankzij de winning van fossiele brandstoffen in het oosten van het bekken.
Alle autosnelwegen die het Rode Bekken verbinden met andere delen van China moeten met tunnels of bruggen de omliggende bergen kruisen. Voorbeelden zijn de 18 kilometer lange Zhongnanshantunnel door de Qinling Shan naar het noorden en de 500 meter lange Sidubrug door de Wu Shan in het oosten.

## Galerij

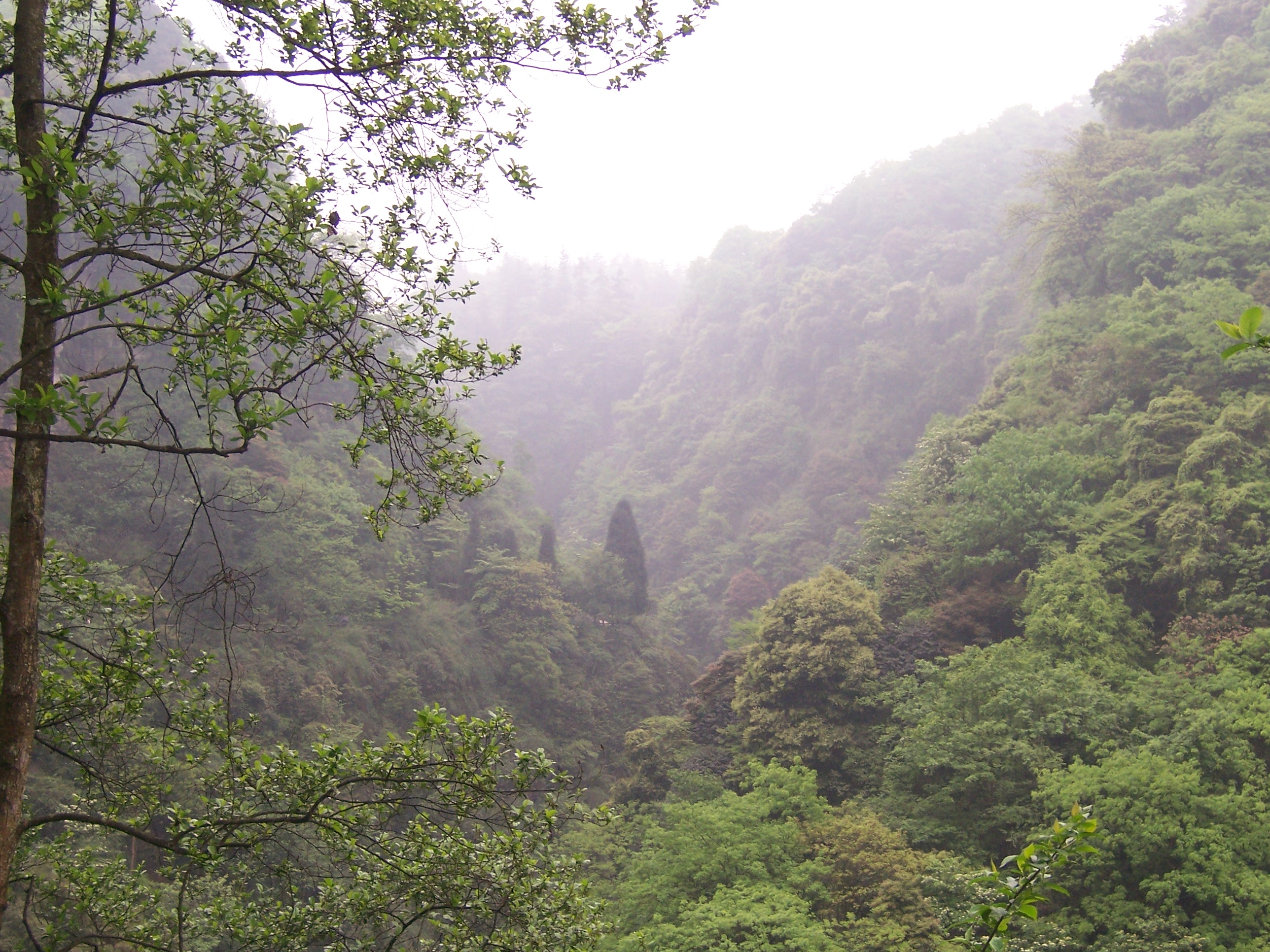
Laatste restanten van de groenblijvende Sichuanloofbossen op de berg Emei Shan aan de zuidelijke rand van het Sichuanbekken
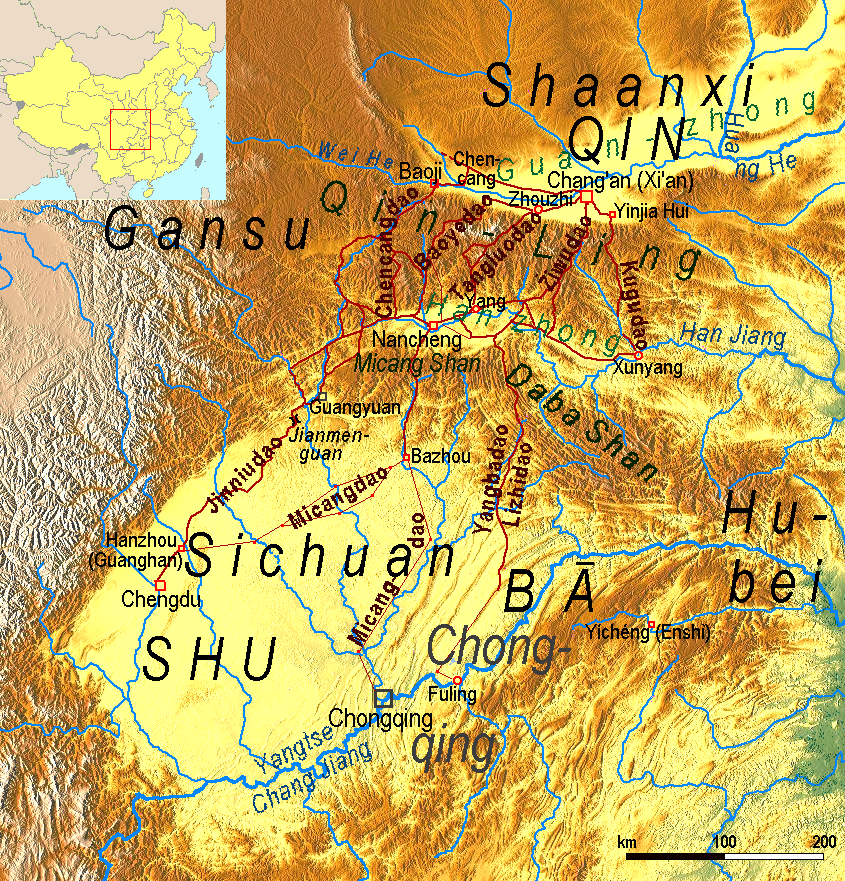
Kaart van het Sichuanbekken in de oudheid, met wegen door de Qinling Shan naar het noorden (vallei van de Gele Rivier, Shaanxi)
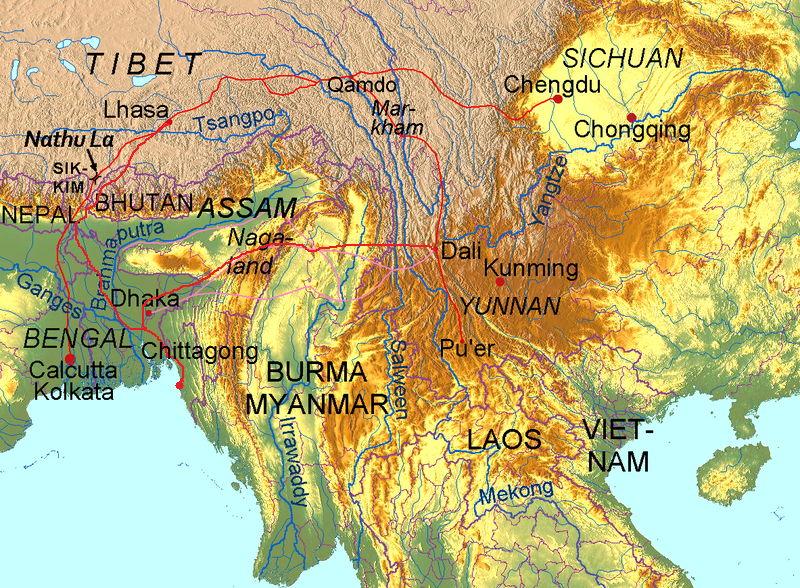
Kaart van het Sichuanbekken en Zuidoost-Azië, met de zuidelijke zijderoute in het rood